# 凯彻姆 (爱达荷州)
凯彻姆（英語：Ketchum）是一个位于美国爱达荷州布莱恩县的城市。根据2010年美国人口普查，该市总人口为2689人，总面积约为3.08平方英里（7.98平方）。

## 历史
该镇最初是暖泉（Warm Springs）矿区的冶炼中心，1880年被首次命名为Leadville。邮政部门认为这个名字太普遍了，因此以一个当地的猎人和向导David Ketchum的名字将其改名为Ketchum。
1890年代采矿业的繁荣消退之后，南方的牧羊人驱赶他们的羊群向北穿过凯彻姆，在先驱山，博尔德山和锯齿山的海拔较高的地区放牧。到1920年，凯彻姆已成为美国西部最大的绵羊运输中心。每到秋天，成群的羊群被赶进小镇上的畜栏，运往与秀修尼市的主干线相连的铁路网。
1936年，联合太平洋铁路公司开发了森瓦利之后，凯彻姆开始受到包括加里·库珀和欧内斯特·海明威等名人的喜爱。海明威热爱凯彻姆周围的地区。他在这里钓鱼、打猎，并于1950年代末买下了暖泉附近能俯瞰伍德河（Wood River）的房子。他最终在那里去世，被埋葬在凯彻姆墓园。当地的小学以他的名字命名。
每年的劳动节周末，凯彻姆都会举办马车日（Wagon Days）活动。这是一个主题嘉年华，包括老西部马车队，窄轮距矿石车，大游行，以及模拟街头枪战等特色项目。
克林特·伊斯特伍德的电影《苍白的骑士》（1985）是在凯彻姆附近的锯齿山拍摄的。
独立摇滚乐队boygenius在歌曲“Ketchum，ID”中向凯彻姆致敬。
2005年，财务顾问基里尔（Kiril Sokoloff）花费一百万美元，邀请到十四世达赖喇嘛造访太阳谷和凯彻姆。达赖喇嘛福佑过的一个转经筒被安放在锯齿植物园内一个新建的花园中。

## 地理
凯彻姆的平均海拔高度為5,853英尺（1,784）。
根据美国人口普查局，该市总面积为3.08平方英里（7.98平方），其中3.05平方英里（7.90平方）是陆地，0.03平方英里（0.08平方）是水。径溪（Trail Creek）和暖泉溪（Warm Springs Creek）在凯彻姆的大伍德河（ Big Wood River）汇合。
2017年，凯彻姆被国际暗天协会认证为国际暗天社区（International Dark-Sky Community, IDSC）。

## 人口
| 调查年 | 人口  | 备注 | %±     |
| ------ | ----- | ---- | ------ |
| 1890   | 450   |      | —      |
| 1950   | 757   |      | —      |
| 1960   | 746   |      | −1.5%  |
| 1970   | 1,454 |      | 94.9%  |
| 1980   | 2,200 |      | 51.3%  |
| 1990   | 2,523 |      | 14.7%  |
| 2000   | 3,003 |      | 19.0%  |
| 2010   | 2,689 |      | −10.5% |

### 2010年人口普查
根据2010年人口普查，凯彻姆有2689人，1,431户和583个家庭。人口密度是881.6名居民每平方英里（340.4名居民每平方）。一共有3,564个房屋单元，平均密度为1,168.5每平方英里（451.2每平方）。在该城市的种族构成中，90.9％为白人，0.1％为非洲裔美国人，0.1％为美洲印第安人，1.3％为亚洲人，6.5％为其他种族，1.0％为两个或多个种族。西班牙裔美国人或拉丁美洲人种占9.1％。
在1,431个住户中，有15.7％拥有共同居住的18岁以下孩子，33.2％为在一起生活的夫妻，5.0％为独居女性住户，2.6％为独居男性住户，59.3％并非家庭。 44.1％的住户为1人，11.5％的住户为65岁以上的独居住户。平均每户大小是1.88人，平均每个家庭大小是2.63人。
凯彻姆居民的中位年龄是44岁。14.3％的居民未满18岁；5.8％的居民年龄介于18至24岁之间；31.4％的居民年龄从25到44岁之间；32.3％的居民年龄介于45到64岁之间；65岁以上的人占16.3％。该市的性别比例为男性52.0％和女性48.0％。

## 名胜
- 锯齿植物园
- 凯彻姆太阳谷历史学会遗产与滑雪博物馆
- 锯齿国家游乐区
- 太阳谷的秃头山或“秃头”有13条升降椅和65条滑道。占地面积2,054英畝（8.31平方）并具有3,400英尺（1,000）的垂直落差。

## 特别活动

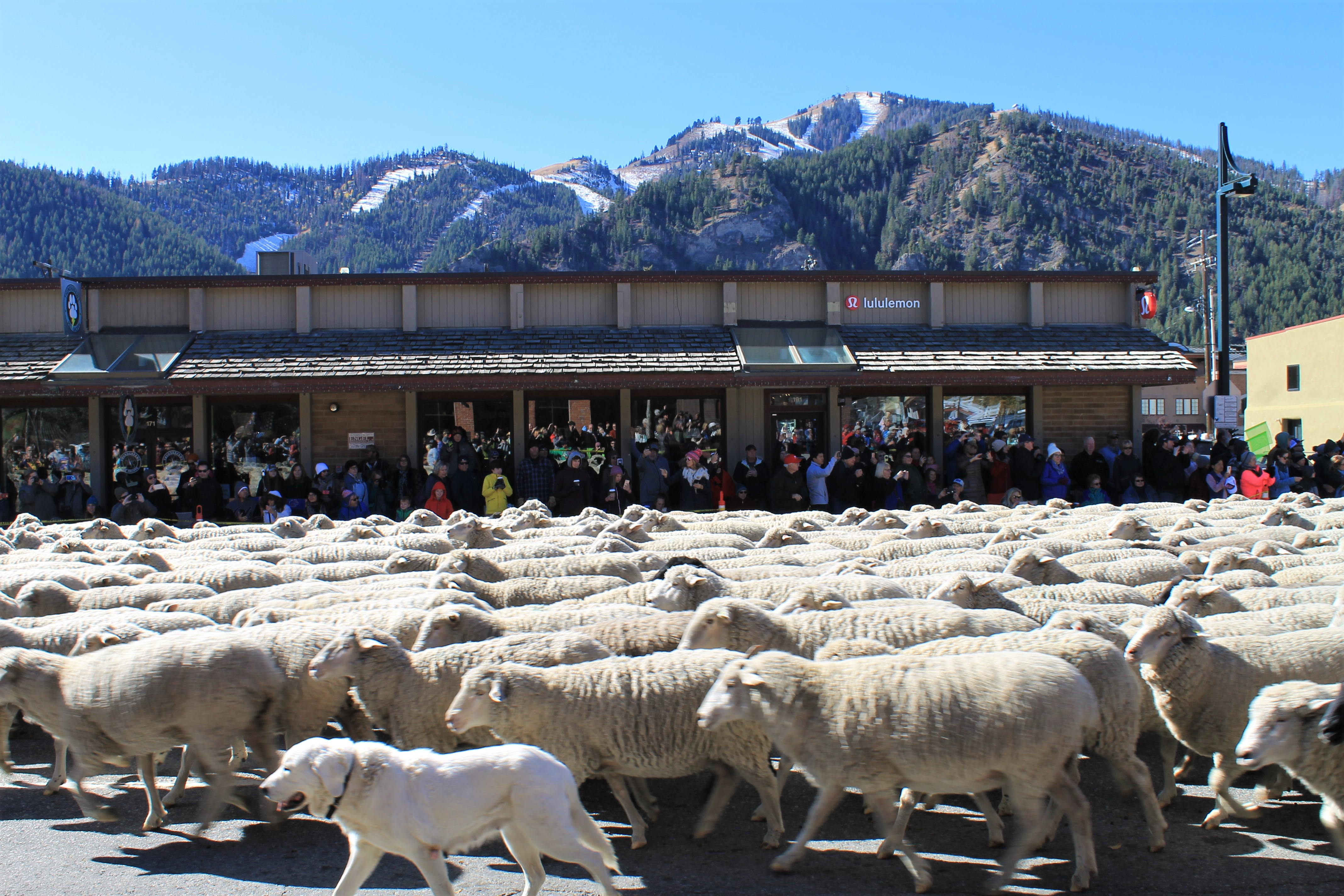
2018年随羊游行

- 随羊游行
- 太阳谷骑行自行车节
- 太阳谷爵士音乐节
- 太阳谷夏季交响曲
- 货车日
- 太阳谷电影节
- TEDxSunValley

## 著名的以前和现在的居民
- 梅利莎阿诺特-登山向导
- 鲍·伯格达尔-塔利班俘虏的美国陆军士兵
- 彼得·塞特拉-芝加哥创作歌手
- Christin Cooper-高山滑雪赛车手
- 迪克·弗斯伯里-1968年跳高奥运金牌得主； “ Fosbury Flop”（所有现代跳高技术的前身）
- Karl Fostvedt-专业滑雪者
- 格雷琴·弗雷泽-高山滑雪选手，美国第一位冬季奥运会金牌得主
- 斯科特格伦-演员
- 汤姆·汉克斯-不足一年；奥斯卡金像奖（5提名，2获胜）演员
- 欧内斯特·海明威-诺贝尔奖获得者，户外活动者
- 玛丽埃尔·海明威-奥斯卡金像奖提名女演员，欧内斯特·海明威的孙女
- 科迪·兰普-专业的冰球防守员
- 史蒂夫·米勒-摇滚乐手（“史蒂夫·米勒乐队”）
- 卡森·帕尔默-海斯曼奖杯得主和辛辛那提，奥克兰和亚利桑那州的前NFL足球运动员[10]
- 蒂姆·瑞安-体育节目主持人
- 吉姆·塞内加尔-部分年份；好市多创始人兼前首席执行官
- 安·索瑟恩-奥斯卡金像奖提名电影和电视女演员
- Tisha Sterling-女演员
- Picabo Street-奥林匹克滑雪比赛世界冠军
- 埃德·维斯特斯-攀登全部14个八千米山峰的唯一美国人
- 亚当·韦斯特-电视的蝙蝠侠演员
- 范威廉斯-演员
- 史蒂夫·永利-部分年份；永利度假村的创始人和前首席执行官